# C. K. Mann
C. K. Mann (né Charles Kofi Amankwaa Mann en 1936 à Cape Coast et mort le 20 mars 2018 à Takoradi) est un musicien et un producteur ghanéen.
Il commence sa carrière musicale au début des années 1960 au sein du groupe de guitaristes Kakaidu, formé par Moses Kweku Oppong, puis se joint à Ocean Strings, dont il est le leader jusqu'en 1965. Lorsque Ocean Strings se sépare, il est invité à diriger The Carousel 7, un nouveau groupe de Takoradi. Ancien pêcheur, Mann ajoute des instruments modernes à l'osode, la musique traditionnelle des pêcheurs du Ghana, et obtient un grand succès avec la chanson Edina Benya en 1969. Il crée ensuite de très nombreuses chansons mêlant rythmes ghanéens et instruments occidentaux ("Asafo beesuon", "Obaa yaa aye me bone", "Kolomashie", "Dofo bi akyerew me", "Ankwasema dede", "Okwan tsentsen awar", "Aboa akonkoran", "Beebi a odo wo", "Tsie m'afotusem", "Ebusua ape adze aye me", "Yebeyi wo aye", "Do me ma mondo wo bi").
En 2006, il reçoit la Grande Médaille du Ghana du président John Kufuor en reconnaissance de sa contribution à la musique ghanéenne.